# Battaglia di Montepeloso
La battaglia di Montepeloso (oggi Irsina) fu combattuta il 3 settembre 1041, a breve distanza dal fiume Bradano, in una località (Serra della Battaglia) situata tra Monteserico e Irsina, tra le forze dell'Impero Bizantino, guidate dal nuovo catapano Exaugusto Boioannes contro le forze coordinate di Normanni e Longobardi che intendevano espellere i Bizantini dalla regione.

## Quadro storico
Il sud dell'Italia in questo periodo è abitato da popolazioni che professano religioni diverse e appartengono a culture eterogenee. La coesistenza fra Musulmani, Bizantini e Longobardi causa conflitti politici, strappi nel tessuto etnico e variazioni nella vita della società. Le popolazioni del Catapanato Bizantino d'Italia e della Campania conservano il Cristianesimo romano. I Principi Longobardi amministrano Capua, Benevento e Salerno. Il Ducato di Sorrento e le città autonoma di Napoli (anche se filogreca) e di Gaeta manifestano autonomia. I fedeli della Calabria praticano il Cristianesimo di rito greco e gli Emiri arabi dominano la Sicilia, con popolazione che pratica il culto Islamico, e piccoli nuclei Latini di culto Cattolico romano.
Questa situazione favorisce la penetrazione dei Normanni, che hanno forte coesione tra loro e sfruttano l'antagonismo fra i potenti. L'uomo d'arme lombardo Arduino di Milano, passato con i normanni di Rainulfo Drengot, riunisce Argiro (figlio di Melo di Bari), i cavalieri Normanni ed i fanti di Guglielmo d'Altavilla, Drogone d'Altavilla ed Umfredo d'Altavilla, il longobardo Atenolfo di Benevento ed il cavaliere normanno Ugo Tutabovi contro il Catapano Michele Dokeianos (o Dulchiano), che aveva perduto la prima battaglia campale dell'Olivento ed era scampato alla morte.
Un nuovo esercito bizantino punta adesso su una strategia diversa, attaccando ancora le truppe di Guglielmo Altavilla: si combatte allora la battaglia di Montemaggiore. Un esercito composto da 18 000 Bizantini, comandati dal Catapano Michele, confronta i mercenari comandati da Atenolfo. I Longobardi assieme a 2 000 Normanni, sconfiggono definitivamente i Bizantini. Il Catapano Michele, ripara a Bari, dove attende l'arrivo di nuove truppe di rincalzo.
Il contingente Normanno rientra a Melfi e ottiene il possesso dell'intera regione compresa tra la valle dell'Ofanto, il Biferno e Matera. I Normanni s'impadronirono altresì di Lavello, Matera, Genzano, Venosa e Gravina.
La vittoria spinge altre popolazioni a sollevarsi e porta Ascoli di Puglia a diventare feudo di Guglielmo Fortebraccio, primogenito di Tancredi d'Altavilla, il quale morirebbe proprio in questo periodo.
Le notizie delle continue sconfitte arrivano a Costantinopoli, dove il Basileus richiama Dulchiano, trasferendolo in Sicilia, e invia nell'Apulia il nuovo Catapano Exaugusto Boioannes, figlio di Basilio, con la speranza che ripeta le gesta paterne. Egli progettava di accerchiare a Melfi Normanni e Longobardi; mentre il principe di Benevento, con l'intenzione di ampliare i propri possedimenti, invia nuove truppe.

## Schieramenti degli eserciti

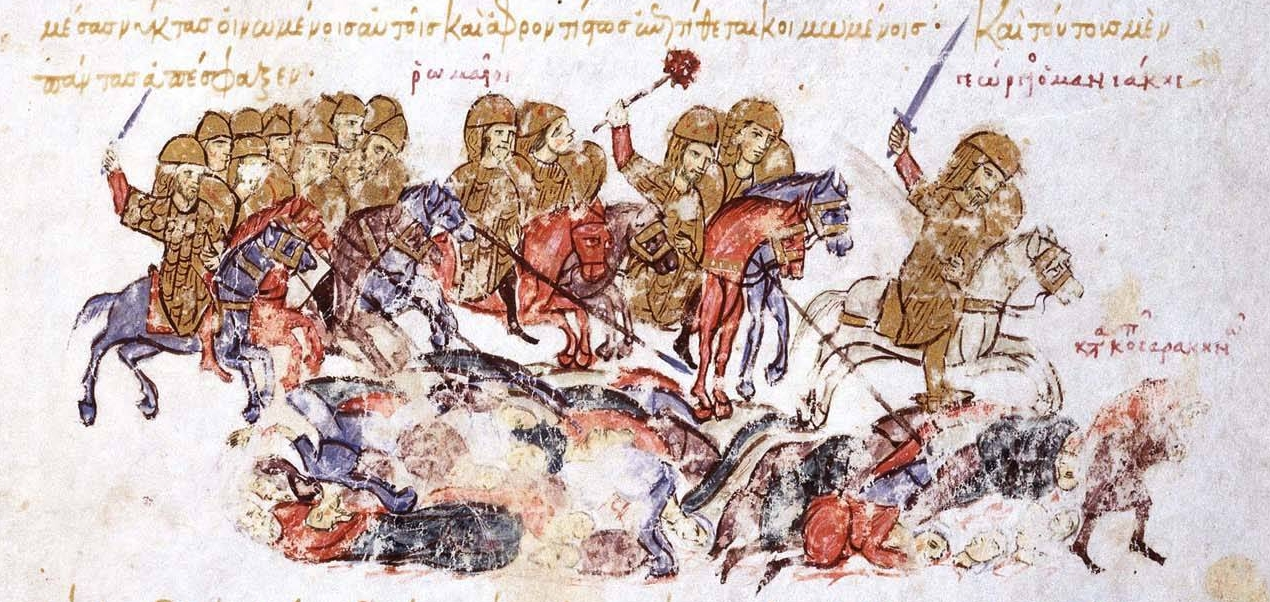
Carica di cavalleria bizantina (miniatura dallo Scilitze di Madrid)

L'esercito Bizantino era guidato dal nuovo catapano Exaugusto Boioannes, mentre le forze normanne erano comandate da Atenolfo, fratello del Principe di Benevento, che coordinava anche i militari longobardi. I cavalieri normanni erano capitanati da Guglielmo d'Altavilla (detto Braccio di Ferro) e da Argiro.
Gli ufficiali bizantini contavano su rinforzi arrivati dalla Puglia, dalla Calabria e dalla Sicilia. I Normanni, forti di migliore equipaggiamento, uscirono da Melfi e si accamparono nei pressi del castello di Monteserico, come riportato negli Annales Barenses,“Graecorum exercitus descenderunt ex Monte Piloso et Normanni ex castello Siricolo”, assicurandosi la posizione più favorevole.
Così nel giro di sei mesi si combatté la terza battaglia, «inter duos montes inierunt conflictum maximus» (Annales Barenses, p.55). Questo scontro si sarebbe rivelato più impegnativo dei precedenti dell'Olivento (il 17 marzo)  a breve distanza dalle rive di uno dei principali affluenti dell'Ofanto, ai confini tra la Capitanata ed il territorio di Melfi e di Montemaggiore (il 4 maggio),  a breve distanza dalla riva sinistra del fiume Ofanto, non lontano da Torre Alemanna,  presso il Borgo Libertà, frazione di Cerignola.

## Svolgimento della battaglia
La battaglia durò un giorno intero (il 3 settembre 1041). I normanni lanciano la prima carica, mentre i greci accusano il colpo e caddero a centinaia. Guglielmo d'Altavilla seppur infermo, lasciò la sua tenda, posta sopra una altura, e si lanciò nella mischia. Secondo il cronista Guglielmo di Puglia, i cavalieri guidati dallo stesso Guglielmo e da Argiro, combatterono con valore e sbaragliarono le forze Bizantine.
I normanni annientarono le truppe provenienti dalla Sicilia, accorse in aiuto del catapano. Tra queste militavano i soldati della Macedonia e della Calabria ed un gruppo di mercenari Pauliciani.
Secondo lo storico Giuseppe De Blasiis, l'eroe della battaglia fu Gualtiero, figlio del conte Amico, al seguito della casata Altavilla (con cui era imparentato). I bizantini vennero alla fine ricacciati dalle truppe normanne, che risultarono vincenti e pertanto, la città passa sotto il dominio dei franchi (come erano chiamati i normanni nelle fonti filo-bizantine).

## Conseguenze della battaglia
In seguito alla battaglia, anche la città di Acerenza cadde nelle mani dei nuovi dominatori. I Franchi catturarono Boioannes, lo trasferiscono a Melfi insieme alle insegne bizantine e da lì a Benevento, dove lo consegnarono ad Atenolfo. Ma il principe longobardo, alla chetichella, lo riconsegnò ai greci di Bari contro pagamento di riscatto. Data la stagione invernale Atenolfo ritornò da Melfi a Benevento, con l'intento di riprendere le operazioni durante la primavera successiva. Egli però commise l'imprudenza di tenere per sé tutto il riscatto ottenuto per la liberazione del Catapano.
L'atteggiamento di Atenolfo verso i Normanni era quello tipico usato regolarmente verso truppe mercenarie, mentre loro si aspettavano di dividere sia il bottino, sia la taglia incassata. Questa sperequazione fu all'origine della spaccatura tra Normmanni e Longobardi. In aggiunta Atenolfo trattenendosi a Benevento, tradì la fiducia dei Normanni e sembrò accordarsi con l'Imperatore d'Oriente.
Secondo la cronaca di Amato di Montecassino, Tristaino - cavaliere al seguito della casata Altavilla nella valle del Bradano - fu il primo Conte normanno di Montepeloso, una delle dodici baronie di cui si componeva la neonata contea di Puglia. Gualtiero invece divenne signore di Civitate, città fortificata posta sul torrente Candelaro, tra il settembre del 1042 e l'inizio del 1043. Tale baronia comprendeva il territorio della Capitanata.